# Кокнесский край
Ко́кнесский край (латыш. Kokneses novads) — бывшая административно-территориальная единица в центральной части Латвии, в историко-культурной области Видземе. Край состоял из трёх волостей; административным центром края являлся город Кокнесе.
Край был образован 1 июля 2009 года из части расформированного Айзкраукльского района.
Площадь края — 360,6 км². Граничил с Айзкраукльским, Огрским, Эргльским, Плявинским и Яунелгавским краями.
В 2021 году в результате новой административно-территориальной реформы Кокнесский край был упразднён

## Население
Население на 1 января 2010 года составляло 6036 человек.
Национальный состав населения края по итогам переписи населения Латвии 2011 года:
| Национальность | Численность, чел. (2011) | %        |
| -------------- | ------------------------ | -------- |
| Латыши         | 4943                     | 90,78 %  |
| Русские        | 293                      | 5,38 %   |
| Белорусы       | 76                       | 1,40 %   |
| Украинцы       | 36                       | 0,66 %   |
| Поляки         | 37                       | 0,68 %   |
| Литовцы        | 36                       | 0,66 %   |
| Другие         | 24                       | 0,44 %   |
| всего          | 5445                     | 100,00 % |

## Территориальное деление
- Бебрская волость (латыш. Bebru pagasts)
- Иршская волость (латыш. Iršu pagasts)
- Кокнесская волость (латыш. Kokneses pagasts)